# Afrixalus uluguruensis
Afrixalus uluguruensis is een kleine kikker uit de familie rietkikkers (Hyperoliidae). De soort werd voor het eerst wetenschappelijk beschreven door Thomas Barbour en Arthur Loveridge in 1928. Oorspronkelijk werd de wetenschappelijke naam Megalixalus uluguruensis gebruikt.

## Uiterlijke kenmerken
Afrixalus uluguruensis bereikt een lichaamslengte van ongeveer 2,8 centimeter. De mannetjes blijven kleiner dan de vrouwtjes en worden niet langer dan ongeveer 2,5 centimeter. De kikker heeft een slank uiterlijk en kleine tenen en hechtschijven. De kop is wat groter en de ogen hebben vele kleine oogvlekjes. Zoals veel soorten rietkikkers is de rug bedekt met kleine stekelige bultjes. De kleur is zeer variabel omdat de kikker van kleur kan veranderen maar de normale kleur is groengrijs tot wit met een gele buik en oranjegele tenen en hechtschijven. Over de flank loopt een bruinige streep die uit vele kleine vlekjes bestaat.

## Algemeen
Het voedsel bestaat voornamelijk uit kleine vliegende insecten zoals vliegen en muggen. De kikker komt voor in delen van Afrika en is endemisch in de bossen van Tanzania. Het is een regenwoudbewoner die alleen in vochtige en warme gebieden gedijt, en veel in hoge bomen en struiken klimt. Ook sterk door de mens aangepaste landschappen worden niet geschuwd; met name in bananenplantages wordt deze soort vaak aangetroffen waaraan de naam te danken is. De mannetjes maken in de paartijd geen kwakende geluiden maar een zoemend geluid om de vrouwtjes te lokken.